# Nu grönskar det (musikalbum)
Nu grönskar det är det fjärde albumet av det svenska vikingarockbandet Ultima Thule.

## Låtförteckning
| Nr  | Titel                                                           | Kompositör | Längd |
| --- | --------------------------------------------------------------- | ---------- | ----- |
| 1.  | Den blomstertid nu kommer                                       |            | 2:36  |
| 2.  | Jag tror på sommaren                                            |            | 3:12  |
| 3.  | Idas sommarvisa                                                 |            | 2:15  |
| 4.  | Svinstaskär                                                     |            | 4:20  |
| 5.  | Rosen                                                           |            | 2:11  |
| 6.  | Vi ska gå hand i hand                                           |            | 2:23  |
| 7.  | Änglamark                                                       |            | 3:07  |
| 8.  | Det är en viking                                                |            | 3:19  |
| 9.  | Kostervalsen                                                    |            | 3:54  |
| 10. | Sjösalavals                                                     |            | 2:49  |
| 11. | Öppna landskap                                                  |            | 3:42  |
| 12. | Nu grönskar det                                                 |            | 2:28  |
| 13. | Balladen om herr Fredrik Åkare och den söta fröken Cecilia Lind |            | 2:58  |
| 14. | Sommarn kommer                                                  |            | 4:15  |

### Fotnoter
1. ↑  Ultima Thule (2) – Nu Grönskar Det